# Manfred Faber
Manfred Faber (* 26. Oktober 1879 in Karlsruhe; † 16. Mai 1944 im KZ Auschwitz) war ein deutscher Architekt.

## Leben
Manfred Faber stammte aus einer Karlsruher Kaufmannsfamilie, er hatte drei Schwestern und zwei Brüder. Er studierte an der Technischen Hochschule Karlsruhe zunächst Elektrotechnik und dann Architektur. 1903 zog er zuerst nach Düsseldorf, wo eine seiner Schwestern lebte, und 1914 nach Köln. Dort übernahm er nach dem Tod des Architekten Hermann Eberhard Pflaume 1921 dessen „Atelier für Baukunst und Kunstgewerbe“. Seine frühen Werke waren noch traditionell, während er in der zweiten Hälfte der 1920er Jahre zu den Vertretern des Neuen Bauens zählte. Er wurde einer der wichtigsten Architekten der städtischen Wohnungsbaugesellschaft GAG. Faber war eng befreundet mit dem Ehepaar Hanstein, Inhaber des Kölner Kunstauktionshauses Lempertz, für die er 1933/34 deren Unternehmensgebäude am Neumarkt in Köln umbaute und erweiterte. Zuvor hatte er für Lempertz schon Aufträge über Ausstellungs- und Innengestaltung ausgeführt.
Bis 1941 lebte Faber, der unverheiratet war, in seinem eigenen Haus in Köln-Ehrenfeld, Terrassenweg 24. 1942 wurde er wegen seiner jüdischen Herkunft in das „Ghettohaus“ an der Cäcilienstraße zwangseingewiesen und später in das Messelager Köln überstellt. Von dort aus wurde er im Juli 1942 zunächst nach Theresienstadt und am 15. Mai 1944 nach Auschwitz deportiert, wo er am Folgetag bei Ankunft ermordet wurde. Zwei seiner Schwestern wurden ebenfalls deportiert und gelten als verschollen. Die dritte Schwester emigrierte nach Argentinien.

## Arbeit als Architekt

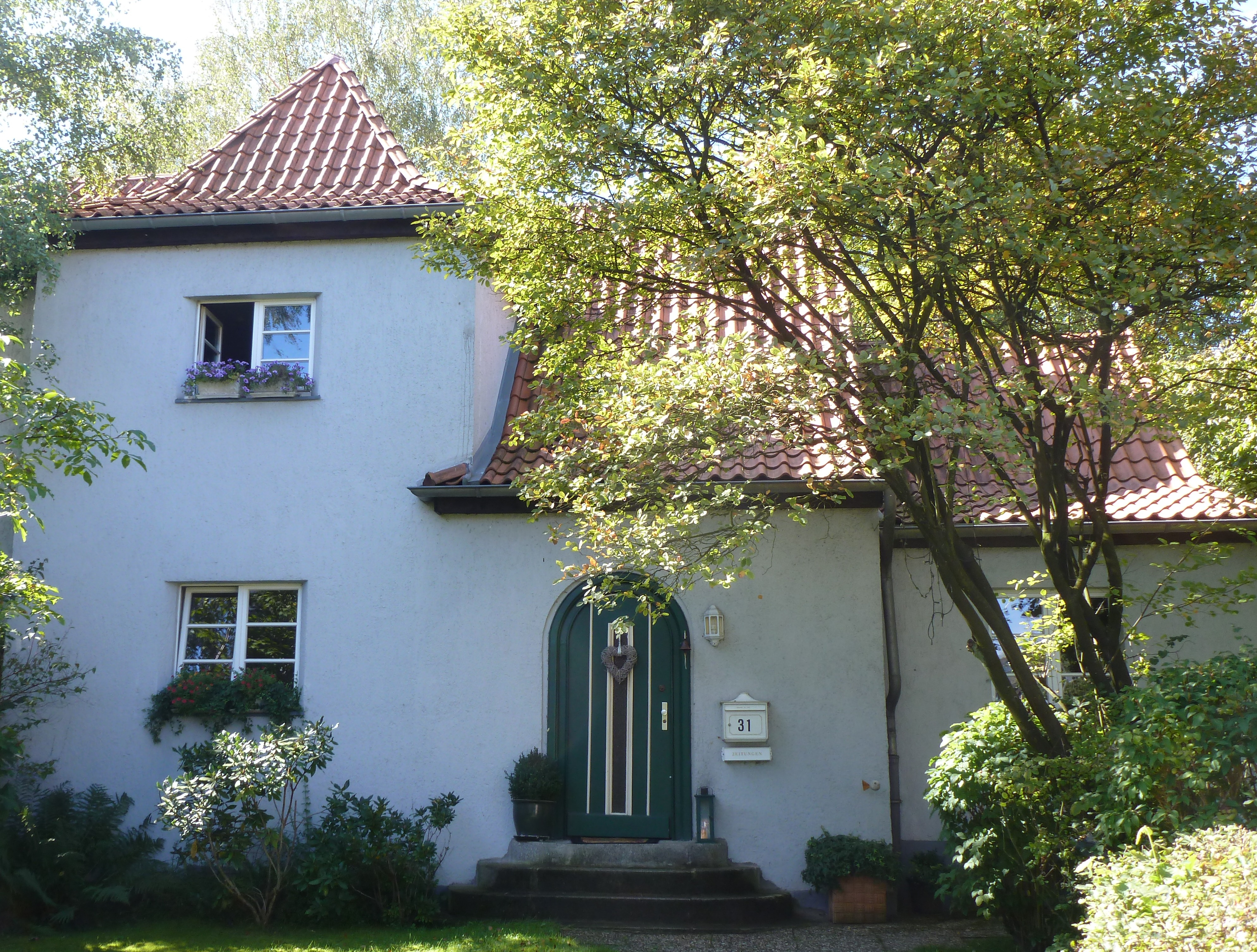
Haus in der Kölner Märchensiedlung (Foto 2011)

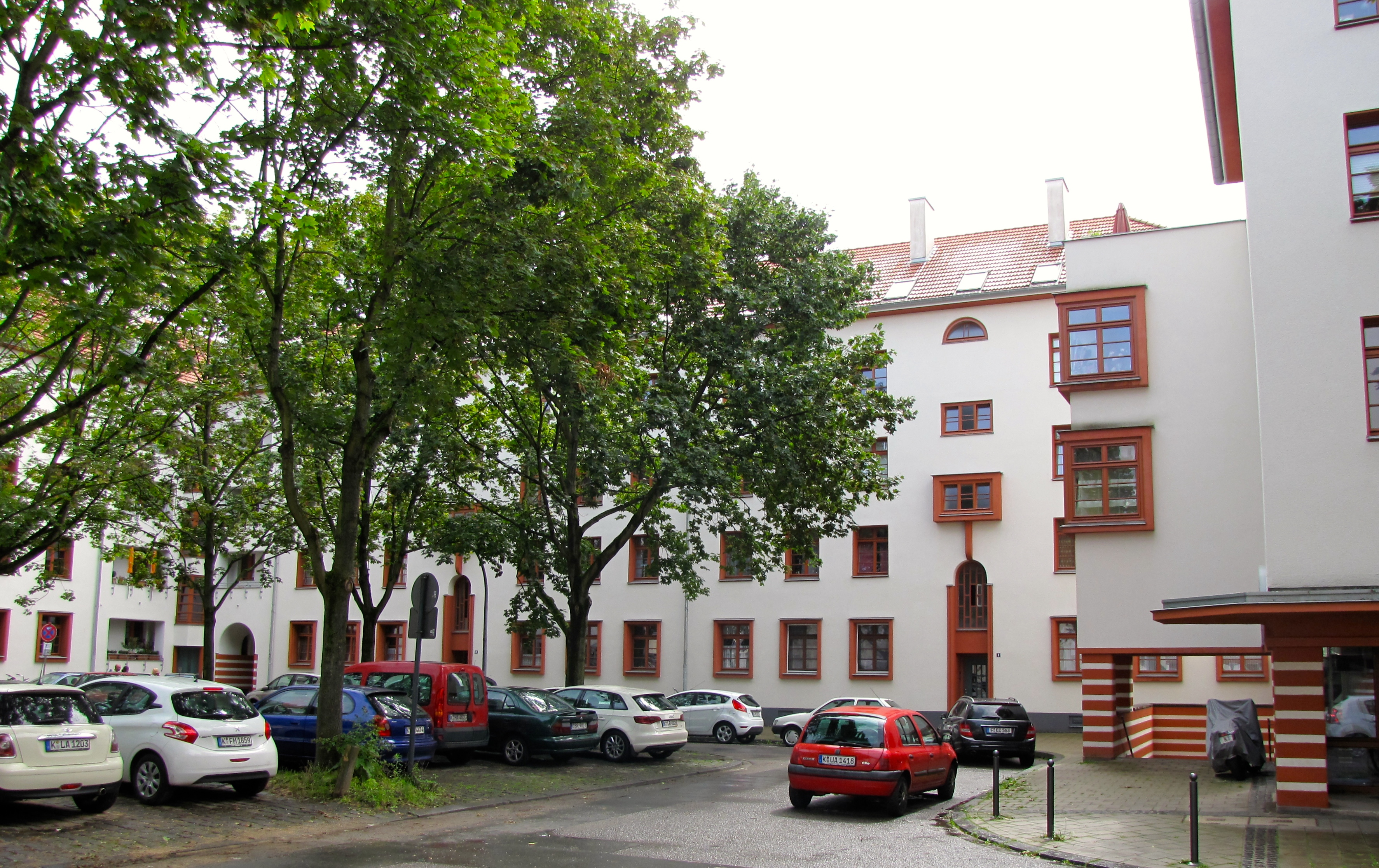
Naumannsiedlung in Köln-Riehl (Foto 2014)

Als umfangreichste Arbeit Fabers gilt der Bau von Fabrikanlagen und einer Wohnsiedlung der Erftwerk AG in Grevenbroich 1916/1917. Von 1922 bis 1929 entstand im Zuge der rechtsrheinischen Stadterweiterung südlich der Bergisch-Gladbacher Straße in den Kölner Stadtteilen Holweide und Dellbrück die Märchensiedlung, geplant von Faber und Wilhelm Riphahn. In neuerer Zeit wurden Dokumente veröffentlicht, die Faber als den wichtigsten Ideengeber und Architekt beim Bau der Märchensiedlung ausweisen. Die Siedlung besteht aus 181 Einfamilienhäusern. Der Name soll die wohnreformerische Idee vom „Wohnen wie im Märchen“ ausdrücken, mit märchenhaften Straßennamen und kleinen Gassen. Mit der Siedlung wurden Ideale der aus Großbritannien kommenden Gartenstadtbewegung umgesetzt, deren Ziel es war, für Arbeiterfamilien ausreichenden Wohnraum zu schaffen mit einem Garten, in dem die Familien Gemüse anbauen und Kleintiere halten konnten.
Ab 1928 war Faber bei der Planung der Naumannsiedlung, benannt nach dem Begründer der modernen Vogelkunde Johann Friedrich Naumann, in Köln-Riehl der hauptverantwortliche Architekt, weitere Architekten dieser Siedlung waren Otto Scheib, Fritz Fuß und Hans Heinz Lüttgen. Zudem plante er Mehrfamilienhäuser entlang des Höninger Wegs in Köln-Zollstock (1927/1928), Häuser in der sogenannten „Professoren-Siedlung“ in Köln-Marienburg (1921/1922) und zahlreiche weitere Wohn- und Bürogebäude, insbesondere in Köln. 1926 legte er einen Wettbewerbsentwurf für die Mülheimer Brücke vor, der aber nicht prämiert (und nicht ausgeführt) wurde.
Faber war ab 1918 Mitglied des Architekten- und Ingenieur-Vereins Köln, 1936 wurde er aus rassenpolitischen Gründen ausgeschlossen. Zudem war er vor deren Auflösung 1933/1934 Mitglied im Bund Deutscher Architekten (BDA) und im Deutschen Werkbund (DWB).

## Gedenken und Ehrungen

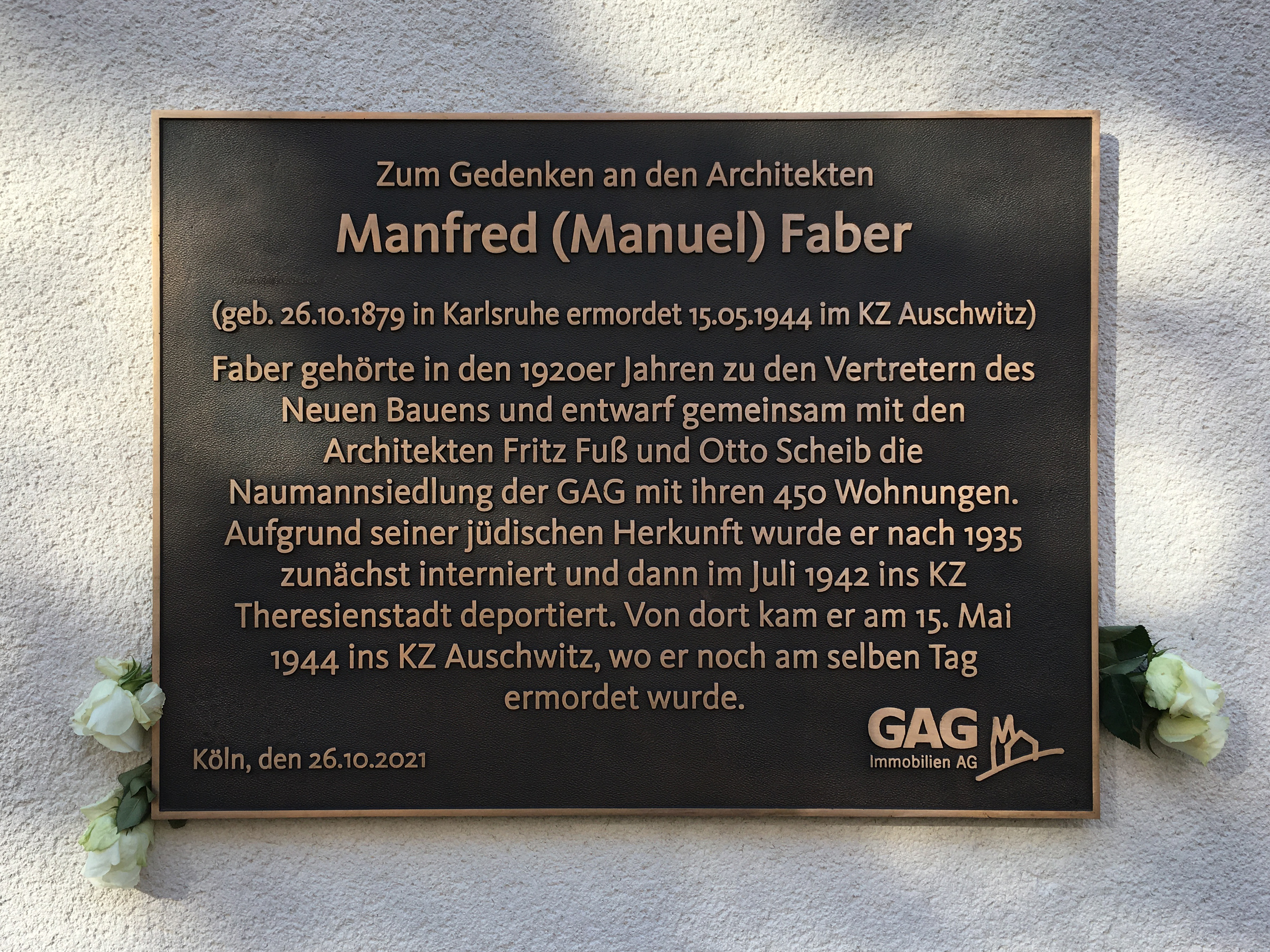
Gedenktafel für Manfred Faber in der Naumannsiedlung, Köln-Riehl

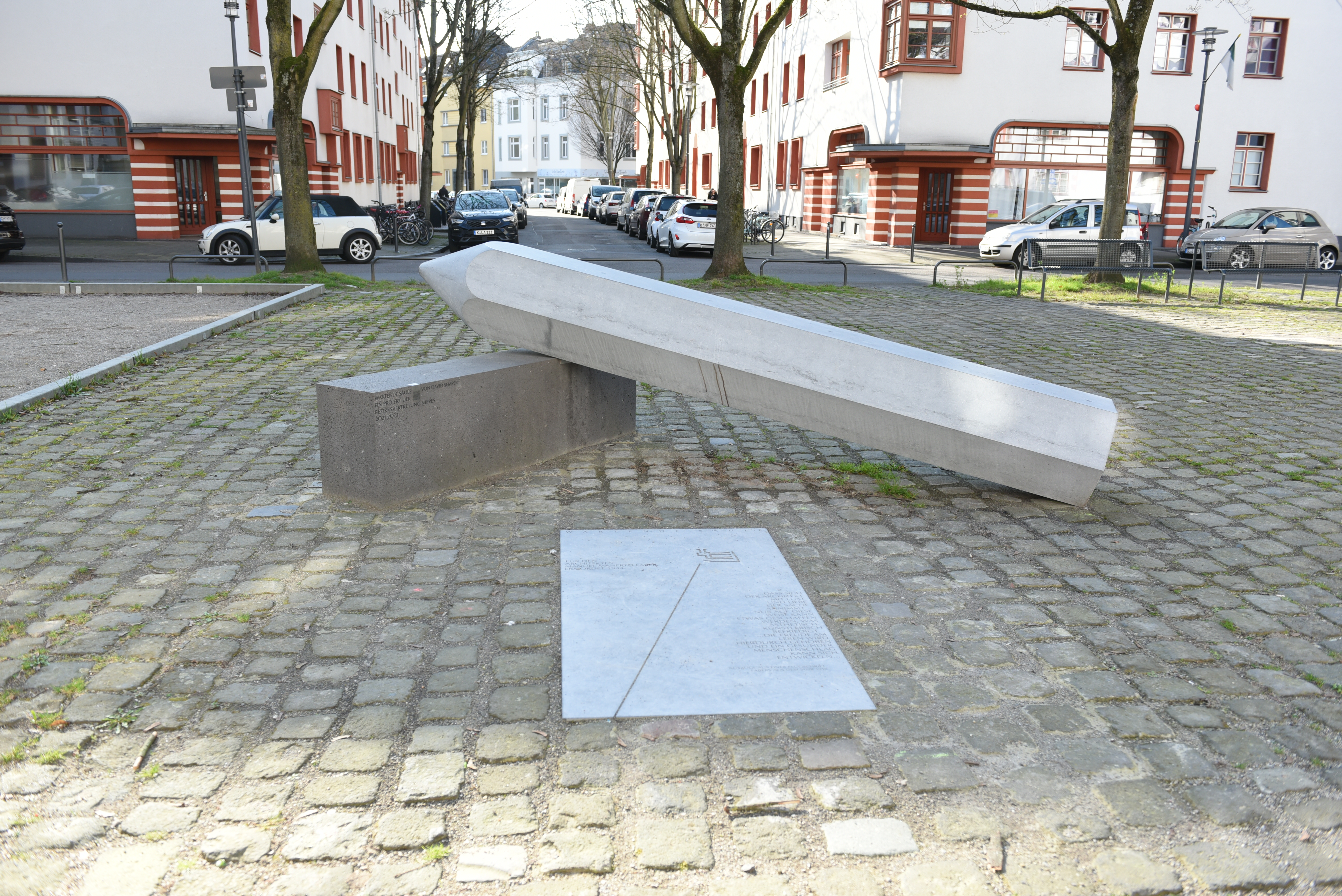
Die „Wartende Säule“ auf dem Naumannplatz

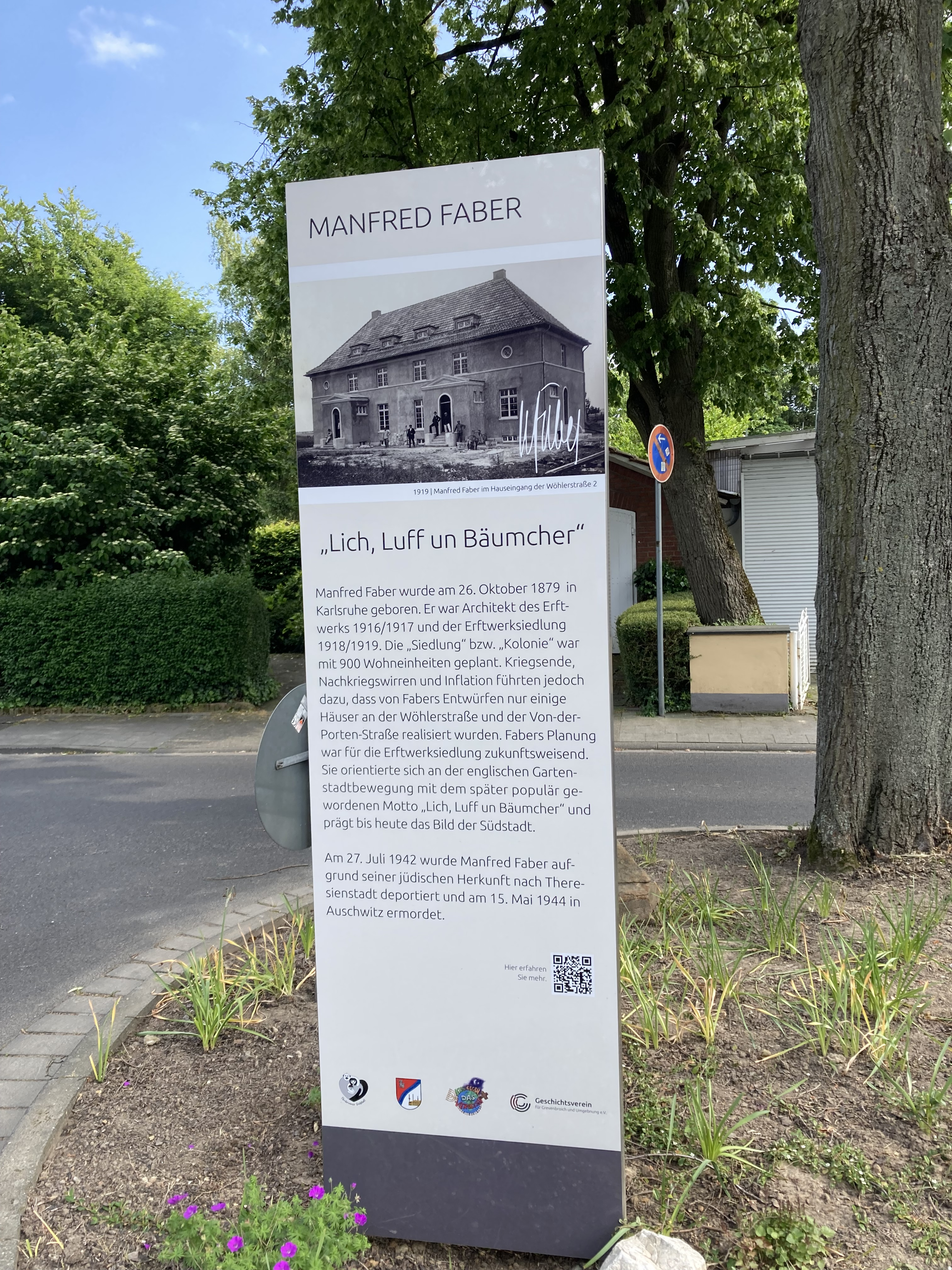
Gedenkstele für Manfred Faber in der Grevenbroicher Südstadt

- Stolperstein-Verlegung durch Gunter Demnig vor dem Haus Aachener Straße 1 in Köln am 18. Oktober 2023, auf Anregung durch den Runden Tisch Riehl.[9]
- Die GAG ehrte 2021 Manfred Faber in der Naumannsiedlung mit einer Plakette (an seinem 142. Geburtstag und 77 Jahre nach seiner Ermordung).[10][11] Auf deren zentralem Platz wurde am 25. August 2023 das von David Semper geschaffene Kunstwerk „Wartende Säule“ enthüllt, das an Manfred Faber als den maßgeblichen Architekten dieser Siedlung erinnert und einen Abschnitt aus seiner Flugschrift zitiert.[12]

- Im Rahmen der Ausstellung „Köln und seine jüdischen Architekten“ 2010 im NS-Dokumentationszentrum der Stadt Köln wurde Faber als einer von rund 50 jüdischen Kölner Architekten gewürdigt.[13]
- Im Kölner Stadtteil Porz-Elsdorf ist seit 2006 eine Straße nach ihm benannt.[1]
- In der Grevenbroicher Südstadt befindet sich vor dem von Faber entworfenen Haus Wöhlerstraße 2–4 eine Gedenkstele.

## Werk

### Bauten (Auswahl)

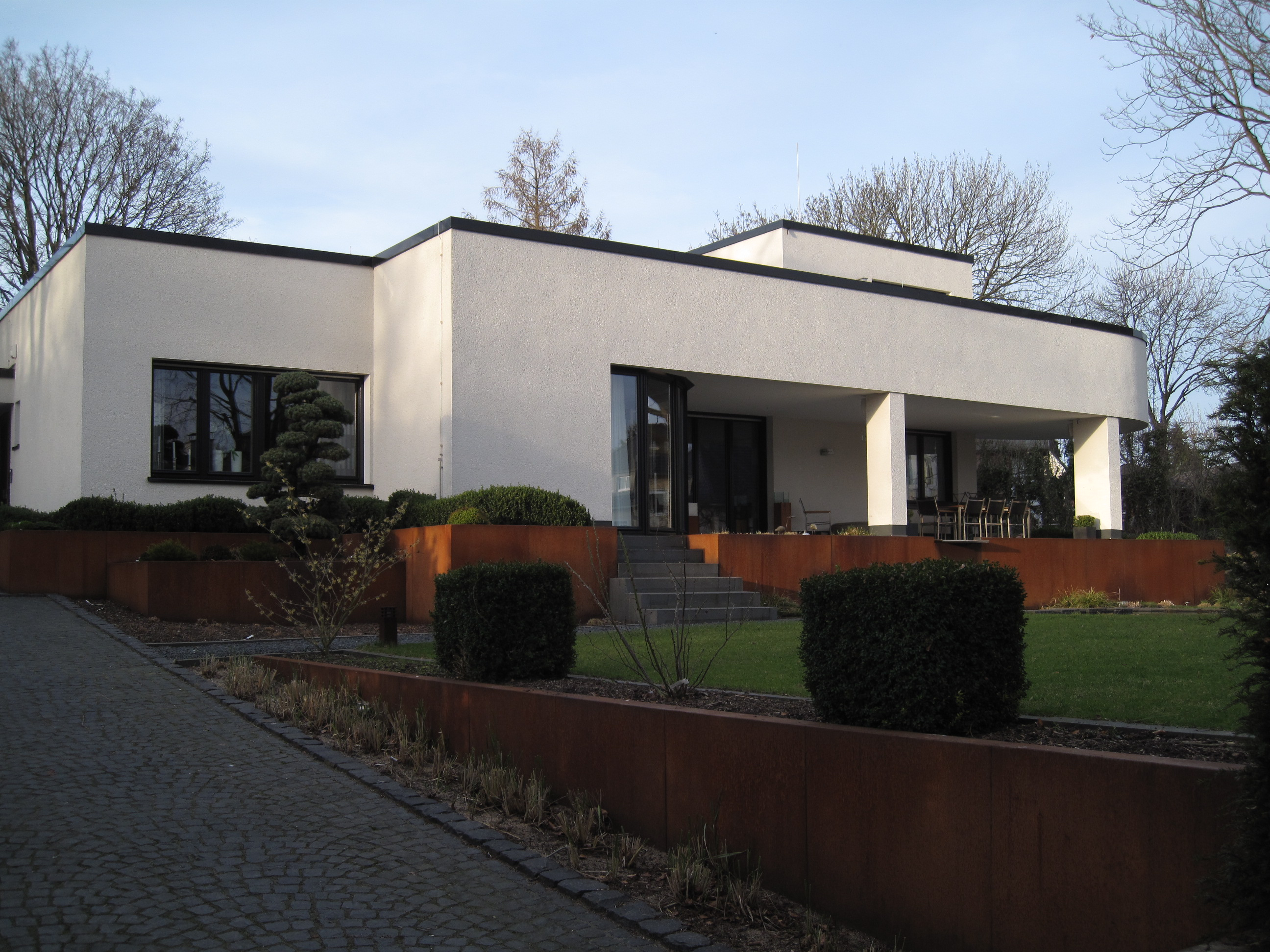
Villa Klute in Iserlohn (Foto: 2010)

- 1916/1917: Fabrikanlagen der Erftwerk AG in Grevenbroich
- 1919–1921: „Wohnsiedlung Erftwerk“ der Erftwerk AG in Grevenbroich (nur in Teilen realisiert)
- 1921–1922: Einfamilienhäuser in Köln-Marienburg
- 1922–1929: Märchensiedlung in Köln-Dellbrück und Köln-Holweide (gemeinsam mit Wilhelm Riphahn)
- 1927–1928: Mehrfamilienhäuser in Köln-Zollstock
- 1928–1930: Mehrfamilienhäuser in der Naumannsiedlung der GAG in Köln-Riehl, Boltensternstraße 111–131 / Stammheimer Straße 171–175 (mit Hans Heinz Lüttgen)
- 1930: Villa Klute für den Fabrikanten Karl Klute in Iserlohn[14][15]

### Schriften
- Billige Kleinwohnungen. Ein Vorschlag. Köln 1918. (Digitalisat bei der Deutschen Nationalbibliothek)